# Dmuchawiec (wieś)
Dmuchawiec – wieś na Ukrainie w rejonie tarnopolskim należącym do obwodu tarnopolskiego.